# A Suspended Ceremony
A Suspended Ceremony è un cortometraggio muto del 1914 diretto da Harry A. Pollard che ne è anche interprete a fianco della moglie, l'attrice Margarita Fischer e a Kathie Fischer, Joe Harris, Fred Gamble.
È il sequel di A Midsummer's Love Tangle, un cortometraggio uscito nel luglio dello stesso anno.

## Trama
Arrampicatore sociale, il giudice Lynn ha stabilito che la figlia Trixy debba sposare Archibald Tendervery, benché questa sia innamorata di Jack Weston. Mentre i Lynn si trovano nella loro residenza estiva di Lakeside, la ragazza - snobbando Archibald - continua a incontrarsi con Jack. Un giorno, dopo che il giudice ha subito dal piccolo Buddy uno scherzo che l'ha messo di cattivo umore, sorprende i due innamorati ad amoreggiare. Furibondo, caccia via Jack, minacciandolo. E decide di far sposare quanto prima la figlia ad Archibald. Buddy, intanto, volendo pareggiare i conti con suo padre che l'aveva sculacciato, decide di aiutare i due innamorati. Jack però dopo avere ottenuto la licenza di matrimonio ha delle difficoltà a rintracciare il giudice di pace. Quando finalmente lo trova, questi gli dice che deve prima celebrare un altro matrimonio. Jack lo convince allora di essere lui lo sposo e lo porta da Trixy. Quando sopraggiunge Lynn, proibisce che si vada avanti con la cerimonia. La situazione si fa caotica, Lynn finisce in acqua e sua figlia corre in suo aiuto, temendo che il padre possa annegare. Tirato in barca, la prima cosa che fa Lynn è quella di gettare in acqua Jack che è costretto a nuotare verso la riva, giurando che Trixy sarà sua.

## Produzione
Il film fu prodotto dalla Beauty (American Film Manufacturing Company).

## Distribuzione
Distribuito dalla Mutual, il film - un cortometraggio in una bobina - uscì nelle sale statunitensi il 4 agosto 1914.